# Matthew Shepard
Matthew Shepard   (Casper, 1 de desembre de 1976 - Fort Collins, 12 d'octubre de 1998) va ser un estudiant de la Universitat de Wyoming que va ser torturat i assassinat prop de Laramie. Va ser atacat la nit del 6 al 7 d'octubre de 1998, i va morir a l'hospital Poudre Valley de Fort Collins el 12 d'octubre, com a resultat de severes lesions cranials.
Durant el judici oral, testimonis van assegurar que Shepard havia estat atacat per ser homosexual. L'assassinat de l'estudiant va impactar a nivell nacional i internacional sobre els temes concernents a delictes d'odi i la seva respectiva legislació en nivells estatals i federals.
Russell Arthur Henderson, el primer coautor del crim, es va declarar culpable per haver comès assassinat i segrest, la qual cosa li va permetre evitar la pena de mort. Per la seva banda, l'altre coautor del crim, Aaron James McKinney, també va ser trobat culpable pels mateixos càrrecs. Henderson actualment compleix la seva pena de dues cadenes perpètues consecutives; la mateixa pena s'aplica a McKinney, però sense possibilitat d'obtenir llibertat condicional.
L'assassinat de Shepard va atraure l'atenció nacional i internacional a la legislació sobre delictes d'odi tant a nivell estatal com federal. L'octubre de 2009, el Congrés dels Estats Units va aprovar la Llei de prevenció de delictes d'odi de Matthew Shepard i James Byrd Jr. (normalment la "Llei Matthew Shepard" o "Llei Shepard/Byrd" per abreujar), i el 28 d'octubre de 2009, el president Barack Obama va signar la llei com a llei.

## Primers anys i educació
Matthew Shepard va néixer a Casper, Wyoming, i va ser el fill gran dels seus pares Dennis i Judy Shepard. Es va educar a escoles públiques del districte de Natrona, entre elles Crest Hill Elementary School i Dean Morgan Junior High School. Va rebre educació secundària al Natrona County High School, abans de passar-se a l'American School in Switzerland (TASIS). Una vegada graduat, el 1995, va assistir al Catawba College i al Casper College abans de mudar-se a Denver. Shepard després va començar el seu primer any de la carrera de ciències polítiques a la Universitat de Wyoming.
Era descrit pels seus pares com "un jove optimista i obert [que] tenia un do especial per relacionar-se amb gairebé tots. Era el tipus de persona que era molt fàcil d'aconseguir i sempre buscava nous desafiaments. Matthew posseïa una gran passió per l'equitat i sempre va defensar la tolerància envers les diferències de les persones".
El febrer de 1996, durant un viatge d'estudi al Marroc mentre encara estava en la secundària, va ser copejat i violat, la qual cosa va derivar en aïllament i puntes de depressió i atacs de pànic, segons va relatar la seva mare. Un dels amics de Shepard temia que la seva depressió pogués fer-lo començar a consumir drogues mentre estigués a la universitat. A més, dies abans del seu assassinat, li va confessar a un amic, Tim O'Connor, que era seropositiu.

## Assassinat
Poc després de la mitjanit del 7 d'octubre de 1998, Shepard va conèixer McKinney i Henderson (tots dos de 21 anys) en un bar. Segons la querella criminal, McKinney i Henderson llavors "van enganyar Shepard perquè anés amb ells en el seu vehicle a una àrea remota" i "en camí a aquest lloc, Shepard va ser copejat en el cap amb una pistola". En arribar, Shepard va ser lligat a una tanca i McKinney va continuar assotant la seva víctima. Els agressors es van endur la cartera i les sabates de Shepard i el van abandonar allí.
Aquesta mateixa matinada els agressors van entrar en un altre conflicte físic amb uns adolescents a Laramie del qual McKinney va patir una lesió menor de cap. Quan la policia va respondre a l'altercat, McKinney i Henderson van fugir i van abandonar allà la furgoneta, on la policia va trobar targetes de crèdit de Shepard i la pistola ensangonada. Fins a aquest moment, Shepard encara no havia estat trobat en el lloc de l'agressió.
Encara lligat a la tanca, Shepard va ser descobert divuit hores després del seu atac, a les 6 de la tarda, per Aaron Kreifels, que passejava amb bicicleta i va pensar que es tractava d'un espantaocells. Quan va ser descobert, Shepard seguia viu però havia entrat en coma. Tenint en compte les proves trobades a la camioneta, la policia va detenir i entrevistar McKinney i Henderson per intent d'assassinat (Shepard encara no havia mort) i a les seves respectives xicotes com a encobridores. Tots van negar haver participat en l'atac i elles van aportar una coartada falsa.
Shepard havia sofert una fractura en l'os occipital, que s'estenia fins al front de la seva orella dreta. També tenia danys en el tronc encefàlic, la qual cosa afectava l'habilitat del seu cos per regular el seu ritme cardíac, temperatura corporal i altres signes vitals. Així mateix, havia sofert al voltant d'una dotzena de petites ferides al seu cap, rostre i coll. Les seves ferides van ser considerades molt serioses perquè els doctors poguessin operar-lo i Shepard mai va recobrar la consciència. Va ser assistit artificialment per màquines i internat en teràpia intensiva, i durant aquests dies els habitants de Laramie van col·locar espelmes en senyal de suport.
La seva mort va ser declarada a les 0:53 de la nit del 12 d'octubre de 1998, a l'hospital Poudre Valley de Fort Collins.

## Judici
Durant el judici oral, els defensats van utilitzar diverses excuses per defensar la seva manera d'actuar. Primer van intentar al·legar defensa de pànic gai, esgrimint que havien entrat en un estat d'alienació temporal, ja que Shepard hauria intentat insinuar-se als acusats. En una altra instància, van al·legar que només volien robar-lo i que mai s'havien proposat assassinar-lo.
El fiscal en la causa va acusar McKinney i Henderson per fingir ser homosexuals per obtenir la confiança de Shepard i després robar-lo. Durant el judici, Chastity Pasley i Kristen Price (les xicotes dels acusats quan va ocórrer el fet de la causa) van atestar que Henderson i McKinney havien premeditat el robatori. Llavors, McKinney i Henderson van triar Shepard com la seva víctima. Després de fingir travar amistat amb Shepard, el van portar a una remota àrea a Laramie, on el van robar, torturar i lligar a una tanca amb una soga que es trobava en el vehicle de McKinney, mentre Shepard pregava per la seva vida. Les informacions dels mitjans de comunicació van mostrar algunes fotografies dels assots amb la pistola i del seu crani lacerat. Es va informar que Shepard va ser assotat tan brutalment que tot el seu rostre estava cobert en sang, excepte petits traços que havien estat rentats parcialment per les seves llàgrimes. Ambdues xicotes també van atestar que cap dels imputats estava sota els efectes de cap droga quan van cometre l'assassinat.
Henderson es va declarar culpable el 5 d'abril de 1999 i va acordar atestar contra McKinney i així evitar la pena de mort; va rebre com a condemna dues presons perpètues. El jurat en el cas de McKinney el va declarar culpable per homicidi. Quan van començar a deliberar si aplicar la pena capital, els pares de Shepard van negociar un acord i McKinney va rebre dues presons perpètues sense possibilitat d'accedir a llibertat condicional.
Henderson i McKinney van ser empresonats a la penitenciària de l'estat de Wyoming a Rawlins, però després van ser traslladats a altres presons.

## Reacció pública i seqüeles

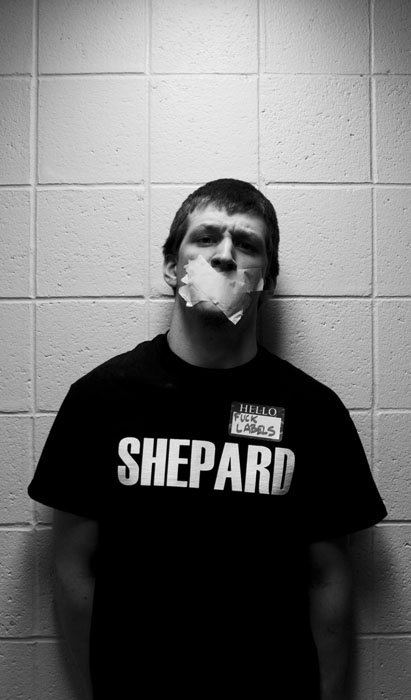
Un participant del Dia de Silenci utilitzant una samarreta en record a Matthew Shepard. El Dia de Silenci és un esdeveniment anual en la qual es manté silenci durant un dia sencer com a senyal de protesta.

L'Església Baptista de Westboro de Topeka, Kansas, dirigida per Fred Phelps i d'alt caràcter homofòbic, va organitzar una manifestació durant el funeral de Shepard així com durant el judici dels seus assassins, utilitzant pancartes amb frases com "Matt Shepard es podreix a l'infern", "La sida mata als putes" i "Déu odia a les marietes". Phelps no va aconseguir aconseguir permís per erigir un monument de «marbre o granit de 5 o 6 peus (1,8 m) d'altura amb una placa de bronze amb la imatge de Shepard i les paraules: "MATTHEW SHEPARD, va ingressar a l'infern el 12 d'octubre de 1998, desafiant l'advertiment de Déu: 'No et ficaràs al llit amb home com els que es fiquen al llit amb dona; és una abominació' Levític 18:22."».
Com a contrapart, durant el judici a Henderson, Romaine Patterson, una amiga de Shepard, va organitzar un grup que es va reunir en un cercle al voltant del grup de Phelps utilitzant vestimentes blanques i ales gegants (simulant les dels àngels) i van detenir als manifestants. La policia va haver de crear una barrera humana entre tots dos grups de manifestants. Mentre que l'organització no posseïa un nom en la manifestació inicial, s'ha fet anomenar per diversos títols, entre ells Àngels de la Pau i Acció Angelical. La tanca en la que van lligar i matar Shepard es va convertir en un santuari improvisat per als visitants, que van deixar notes, flors i altres records. L'amo de la finca, finalment, va retirar la tanca.
Diversos músics han escrit i gravat cançons sobre l'assassinat. Matt Heafy, cantant i guitarra rítmica de la banda de heavy metall Trivium, va escriure la cançó "And Sadness Will Sear" del disc The Crusade, referint-se a la víctima com "the shepard", de l'anglès "el pastor". Tres pel·lícules narratives i un documental es van basar en la història de Shepard: The Laramie Project, The Matthew Shepard Story, Anatomy of a Hate Crime i Laramie Inside Out. The Laramie Project també es va representar com a obra teatral. L'obra inclou relats d'entrevistes amb habitants del poble de Laramie des de pocs mesos abans d'ocórrer el succés i també declaracions fetes anys després de l'assassinat, i té com a objectiu mostrar com va reaccionar el poble davant el crim.
Shepard s'ha convertit en una icona per a la comunitat de Gais, Lesbianes, Bisexuales i Transexuales (LGBT).

## Legislació sobre delictes d'odi
Henderson i McKinney no van ser imputats per un delicte d'odi, ja que cap estatut criminal de Wyoming estipulava tal ofensa. La naturalesa de l'assassinat de Matthew Shepard va derivar en peticions perquè s'aprovés legislació que tractés els delictes d'odi, principalment per aquells que opinaven que l'homicidi havia estat causa de l'orientació sexual de l'estudiant. Segons l'actual llei federal nord-americana, i la llei estatal de Wyoming, els crims comesos en raó de l'orientació sexual no són considerats delictes d'odi.
En la sessió de la Legislatura de Wyoming, es va introduir un projecte de llei que definiria certs atacs motivats per la identitat de la víctima com a delictes d'odi, però va fallar després que la Cambra de Representants de Wyoming votés i aconseguís un empat per 30-30.
En el nivell federal, el llavors president Bill Clinton va renovar els seus intents d'estendre la llei federal sobre delictes d'odi per incloure individus gai i lesbianes, dones i persones amb discapacitats. Aquests esforços van ser rebutjats per la Cambra de Representants dels Estats Units el 1999. L'any 2000, ambdues càmeres del Congrés van aprovar la legislació, però va ser llevada en comitè de conferència.
El 20 de març de 2007, la Llei Matthew Shepard (H.R. 1592 Arxivat 2015-01-30 a Wayback Machine.) va ser introduïda com a legislació bipartidista federal al Congrés, proposta pel demòcrata John Conyers i coproposta per 171 legisladors. Els pares de Matthew, Judy i Dennis, van ser presents en la cerimònia. El projecte va ser aprovat a la Cambra de Representants el 3 de maig de 2007. Una legislació similar va ser aprovada pel Senat el 27 de setembre de 2007 (S. 1105 Arxivat 2012-12-18 a Wayback Machine.), però el llavors president George W. Bush va anunciar que vetaria la proposta si arribava a les seves mans. Finalment, es va abandonar l'esmena a causa d'oposició per part de l'oposició demòcrata antiguerra, grups conservadors i Bush.
El 10 de desembre de 2007, el Congrés va agregar delictes d'odi a un projecte d'Autorització del Departament de Defensa, però no va aconseguir ser aprovat. Nancy Pelosi, la President de la Cambra de Representants, va afirmar que estava "compromesa al fet que la Llei Matthew Shepard s'aprovés". Pelosi planejava que la llei fos aprovada el 2008, encara que no ho va aconseguir. Després que fos triat com 44è president dels Estats Units, Barack Obama es va comprometre al fet que la llei fos aprovada pel Congrés.
La Cambra de Representants va debatre l'expansió de la legislació sobre delictes d'odi el 29 d'abril de 2009. Durant el debat, la congressista Virginia Foxx de Carolina del Nord va enunciar que qualificar l'assassinat de Matthew Shepard com un "delicte d'odi" no era sinó un "bola". La mare de Shepard era present i presenciant les sessions quan la congressista va fer aquestes declaracions. Foxx després va afirmar que el seu comentari havia estat "una mala elecció de paraules". La Cambra va aprovar la llei, designada com H.R. 1913 Arxivat 2016-07-05 a Wayback Machine., després d'una votació de 249 a 175. El projecte va ser introduït al Senat el 28 d'abril per Ted Kennedy, Patrick Leahy i una coalició bipartidista; al juny de 2009, comptava amb almenys 43 coproponents i seria votada. La llei Matthew Shepard va ser adoptada com una esmena d'S.1390 després d'un vot de 63 a 28 el 15 de juliol de 2009. El 22 d'octubre de 2009 la llei va ser aprovada pel Senat per un vot de 68-29. El president Obama va signar la mesura i va entrar en vigor el 28 d'octubre del 2009.

## Informe 20/20 d'ABC
A finals de 2004, la American Broadcasting Company (ABC) va publicar una investigació sobre l'assassinat al seu programa televisiu 20/20. Encara que la presentadora, Elizabeth Vargas, només es va entrevistar personalment amb persones involucrades en la causa, el reportatge es va titular com a "Nous detalls emergeixen en la causa de l'assassinat de Matthew Shepard". Com a principal punt de la recerca, es va afirmar que existia la possibilitat que l'assassinat podria haver estat resultat d'un abús de drogues i no per l'orientació sexual de Shepard. McKinney, Henderson i Kristen Price (la xicota de McKinney) van al·legar que l'atac va ser resultat de la utilització de drogues, i només havia estat intencionat com un robatori. Price, en la seva entrevista amb Vargas, va declarar: "No crec que hagi estat un delicte d'odi en l'absolut. Mai ho vaig pensar així". Aquesta declaració contradeia el seu primer testimoniatge en una entrevista amb 20/20, el 1998, quan havia afirmat (sobre l'atac de McKinney i Henderson): "Només volien copejar-ho per donar-li una lliçó perquè no s'apropés a persones heterosexuals i que no fos agressiu sobre aquest tema". En el reportatge, Price i Tom O'Connor, un amic de McKinney, van enunciar que creien fins i tot que McKinney era bisexual. O'Connor va afirmar que havia sostingut relacions sexuals amb McKinney en un passat. No obstant això, quan Vargas va inquirir a McKinney si alguna vegada havia tingut una experiència sexual amb un altre home, McKinney va negar haver-ho.
El reportatge de 20/20 també incloïa una declaració d'O'Connor en la qual afirmava que Shepard li havia dit que era VIH positiu. També va ser entrevistat el llavors ja retirat cap de Policia de Laramie, el comandant Dave O'Malley, que va remarcar que l'al·legat abús de drogues no desqualificava el sentiment antigai. En oportunitat de la seva entrevista, va dir: "La meva sensació és que el contacte inicial va ser motivat per la necessitat d'obtenir diners a través del robatori. El que van obtenir a canvi va ser 20 dòlars i un parell de sabates -després alguna cosa va canviar i va canviar profundament-. Però mai sabrem la raó de la mort de Matt i no confio en el que [McKinney i Henderson] van dir".